# Faramea corymbosa
Espèce
Synonymes
Selon Tropicos (05 mai 2024)
- Faramea pendula Poepp.
- Faramea truncata DC.

Selon GBIF (05 mai 2024)
- Faramea pendula Poepp.
- Faramea truncata DC.

Faramea corymbosa est une espèce néotropicale d'arbuste, appartenant à la famille des Rubiaceae. Il s'agit de l'espèce type du genre Faramea Aubl..

## Description
En 1953, Lemée en propose la description suivante de Faramea corymbosa :

« Jeunes rameaux 4-gônes, ; feuilles subsessiles, de 0,09-0,10 sur 0,03-0,04, oblongues longuement caudées, à base aiguë, subcoriaces, avec environ 10 paires de nervures, gaine stipulaire très courte ; inflorescences terminales, en général par groupes de 3, pédonculées, ombelliformes, en général de 6-8 fleurs sur un seul plan et avec 2 bractées fugaces à la base à fleurs pédicellées, calice largement campanulé, denticulé, corolle à tube de 7-8 mm. et lobes de 5 anthères dépassant un peu la gorge de la corolle, style de 6 mm., glabre. - (Aublet). »

— Albert Lemée, 1953.

## Répartition
Faramea corymbosa est présente dans l'ensemble du bassin amazonien.

## Usages
Les fruits de Faramea corymbosa seraient comestibles.

## Protologue

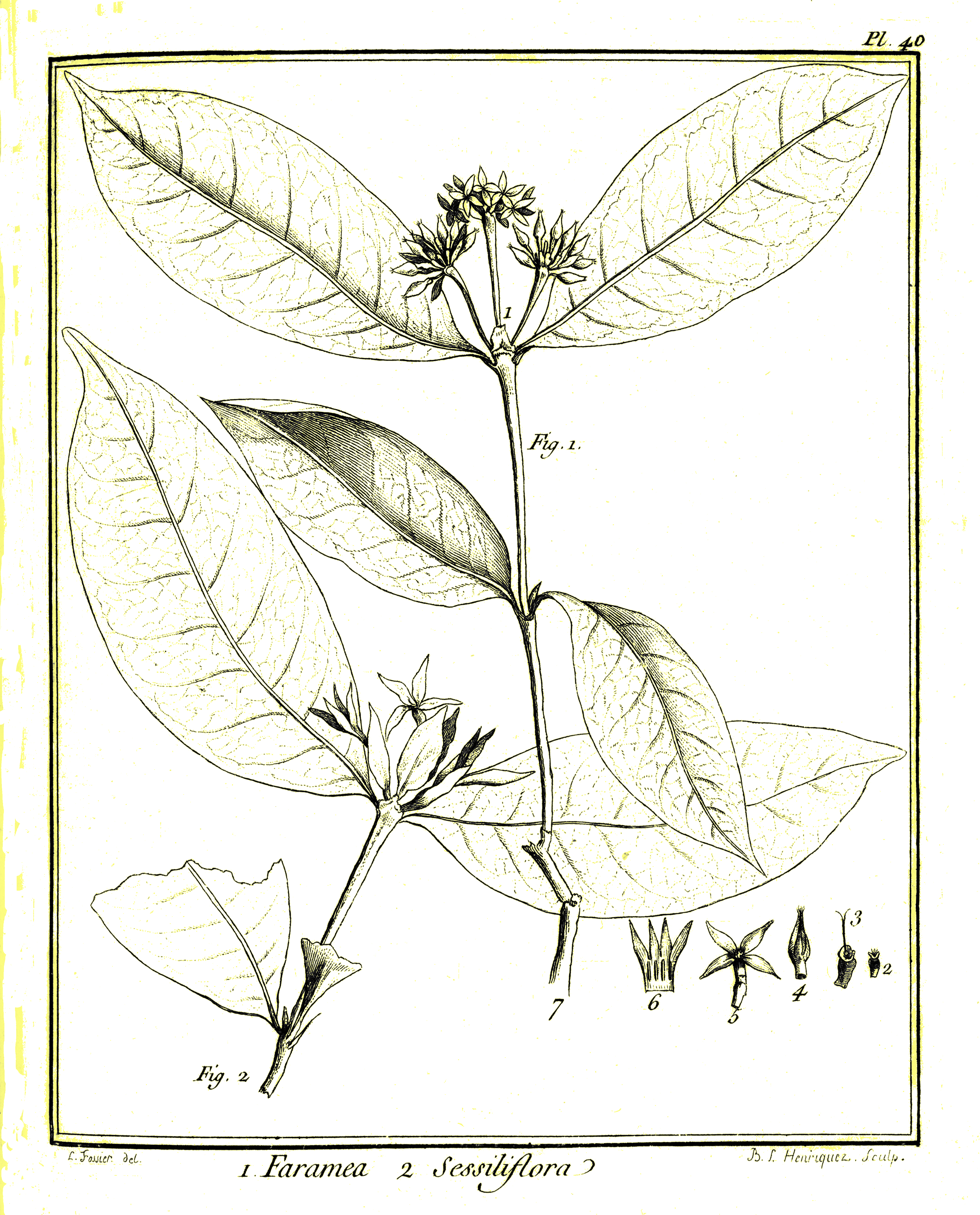
Faramea corymbosa par Aublet (1775)
Fig. 1. Faramea corymbosa. On a repréſenté un rameau de grandeur naturelle. On a groſſi les parties détachées de la fleur. - 1. Stipules. - 2. Calice. - 3. Calice. Diſque. Style. Stigmates. - 4. Bouton de corolle. - 5. Fleur. - 6. Corolle ouverte. étamines. - 7. Étamine ſéparée.
Fig. 2. Faramea sessiliflora. On a repréſenté un bout de rameau de grandeur naturelle. - 1. Stipules. - 2. Calice. - 3. Calice. Diſque. Style. Stigmate. - 4. Bouton de fleur. - 5. Fleur. - 6. Corolle ouverte, étamines. - 7. Étamine ſéparée.

En 1775, le botaniste Aublet propose le protologue suivant : 

« 1. FARAMEA (corymboſa) foliis ovatis, acutis ; pedunculis ternatis, corymboſis..
Frutex ſeptem aut octo pedalis. Trunco ramoſo, nodoſo; ramis ſparſis, oppoſitis. Folia ovata, glabra, acuta, integerrima, ſubſeſſilia. Stipule binæ, acutæ, oppoſitæ, una ab utroque latere, intrà baſim petiolorum. Flores in très corymbos pedunculatos, terminates; corymbi compreſſi quail flabelli, ferentes decem aut quindecim flores. Corolla alba.
Florebat Januario.
Habitat in ſylvis Caux.

LE FARAMIER à bouquet. (PLANCHE 40. Fig. 1)
Cet arbrisseau s'élève de ſept à huit pieds. Son tronc a environ deux pouces de diamètre. Il pouſſe à deux pieds au deſſus de la terre, des branches oppoſées, noueuſes & rameuſes. Elles ſont garnies de feuilles deux à deux, oppoſées, & diſpoſées en croix, vertes, liſſes fermes, luiſantes, entières, ovales, terminées par une pointe en deſſus. Entre leur attache, il y a, de chaque côte une stipule large & aiguë.
Les fleurs naiſſent à l'extrémité des rameaux. Il y a ordinairement trois bouquets portés chacun ſur un pédoncule long d'un pouce. Celui du milieu eſt plus élevé. Chaque bouquet eſt compoſé de dix ou quinze fleurs qui ont chacune leur pédoncule particulier très grêle. Elles ſont rangées près à pres, en forme d'éventail.
Le calice eſt d'une ſeule pièce, évaſé à ſon limbe, qui eſt à quatre petites dents.
La corolle eſt monopétale, blanche, attachée ſur l'ovaire, autour d'un diſque. Son tube eſt long, partage a ſon pavillon en quatre lobes étroits & aigus.
Les étamines ſont au nombre de quatre, rangées ſur la paroi interne & inférieure du tube, au deſſous de ſes diviſions. Leur filet eſt court. L'anthère eſt longue, & a deux bourſes.
Le piſtil eſt un ovaire emboëté dans le fond du calice, avec lequel il fait corps. Il eſt couronné d'un diſque, du centre duquel il ſort un style terminé par un stigmate arrondi & à deux lames.
L’ovaire, que je n'ai pas vu en maturité, étant coupé en travers, m'a paru avoir deux loges.
Cet arbriſſeau croît dans les grandes forêts de la Guiane, au quartier de Caux. Il étoit en fleur au mois de Janvier.
On a repréſenté un rameau de grandeur naturelle. On a groſſi les parties détachées de la fleur. »

— Fusée-Aublet, 1775.